# Asiablatta kyotensis
Asiablatta kyotensis är en kackerlacksart som först beskrevs av Asahina 1976.  Asiablatta kyotensis ingår i släktet Asiablatta och familjen småkackerlackor. Inga underarter finns listade.